# Society of Independent Artists

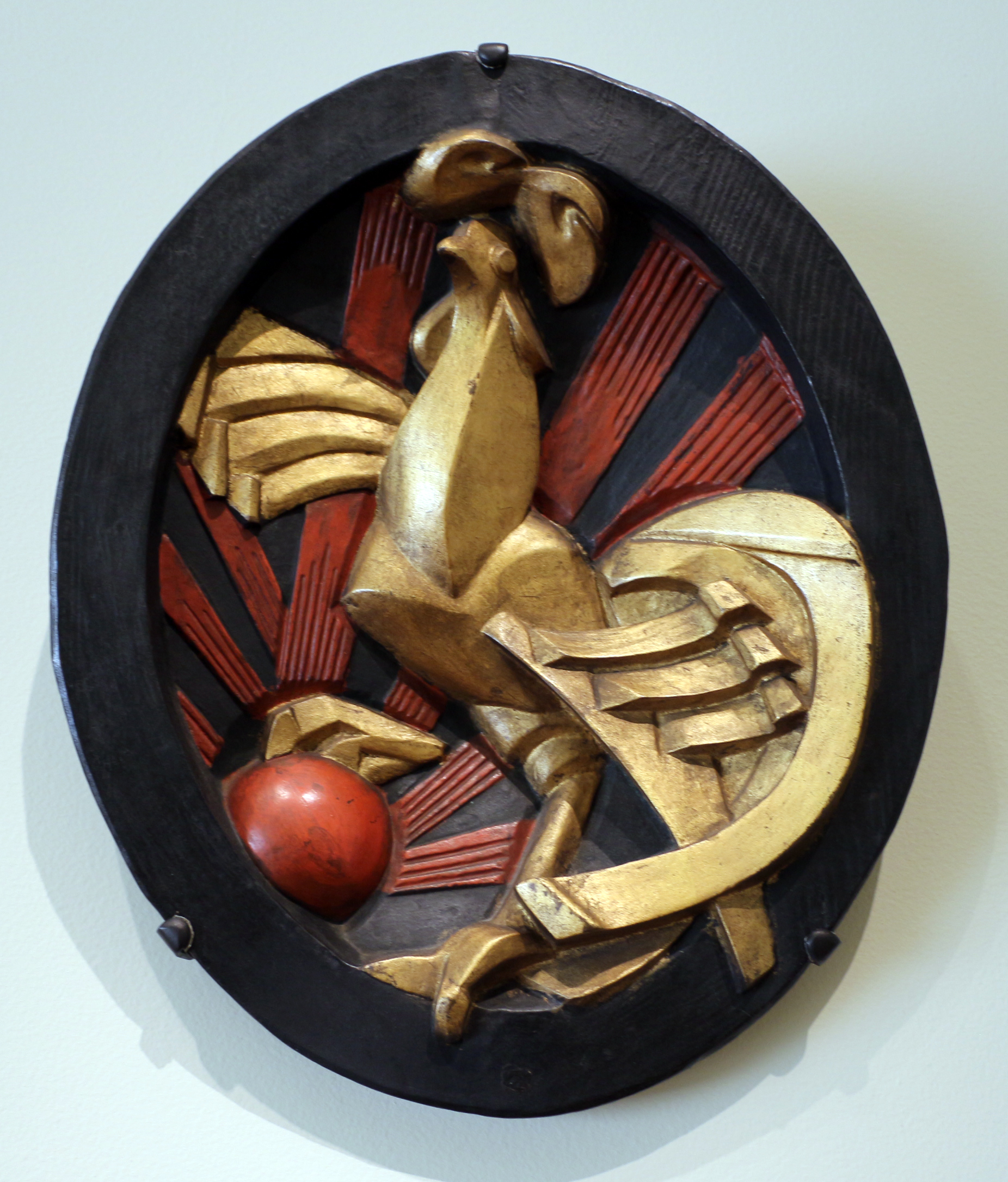
Raymond Duchamp-Villon, Galský kohout, vystaveno v roce 1918 na Second Annual Exhibition of the Society

Society of Independent Artists byla společnost nezávislých amerických umělců založená v roce 1916 v New Yorku.

## Historie
Cílem společnosti bylo podle vzoru francouzského Salonu nezávislých pořádat každoroční výstavy avantgardních umělců. Výstavy měly být otevřeny každému, kdo chtěl ukázat svou práci, a byly proto bez vybírající poroty a udílení cen. Aby se mohl člověk stát členem společnosti a vystavovat, musel zaplatit vstupní a členský poplatek ve výši šesti dolarů. Zakladateli společnosti byli Walter Arensberg, John Covert, Marcel Duchamp, Katherine Sophie Dreier, William J. Glackens, Albert Gleizes, John Marin, Walter Pach, Man Ray, americká malířka Mary Rogers, John Sloan a Joseph Stella.

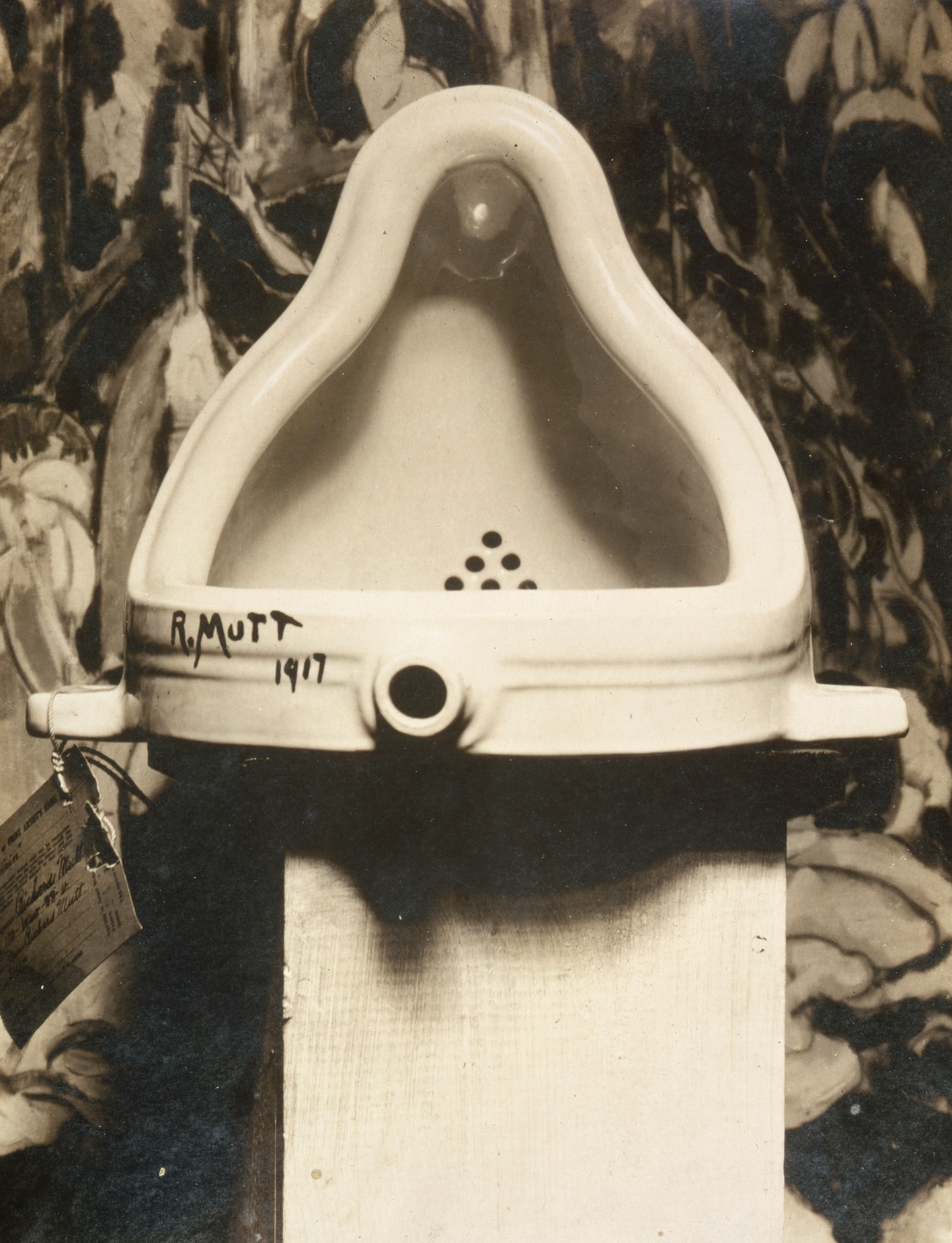
Marcel Duchamp, Fontána, foto: Alfred Stieglitz, originál díla je ztracen nebo zničen, negativ fotografie též

První výstava společnosti First Annual Exhibition se konala v New Yorku v Grand Central Palace od 10. dubna do 6. května 1917. Bylo vystaveno více než 2 000 uměleckých děl, která katalog uvádí v abecedním pořadí podle jména umělce. Vystavované příspěvky přišly z celého světa, převažovala ovšem díla umělců z New Yorku a dalších míst východního pobřeží. Marcel Duchamp rezignoval na funkci prezidenta, když společnost odmítla vystavit jeho obraz Fontána - readymade ve formě pisoáru podepsaný pseudonymem R. Mutt. Incident poukázal na to, že výstava nebyla skutečně otevřená. Dalším prezidentem byl William Glackens, John Sloan byl prezidentem od roku 1918 do své smrti v roce 1951. Sekretářem byl od roku 1918 do roku 1934 rusko-americký malíř Abraham Solomon Baylinson.